# Campionati del mondo di atletica leggera indoor 2018 - Staffetta 4×400 metri femminile
La gara della staffetta 4×400 femminile si è tenuta nei giorni 3 e 4 marzo. Si sono qualificate alla gara 10 squadre, ma sono partite in 9.

## Risultati

### Batterie
Le 2 batterie si sono tenute il 3 marzo a partite dalle 13:20. Si qualificano alla finale le prime 2 squadre di ogni batteria più i 2 migliori tempi ripescati.
| Pos. | Batteria | Corsia | Nazione       | Atlete                                                                              | Tempo   | Note  |
| ---- | -------- | ------ | ------------- | ----------------------------------------------------------------------------------- | ------- | ----- |
| 1    | 1        | 5      | Stati Uniti   | Quanera Hayes, Joanna Atkins, Georganne Moline, Raevyn Rogers                       | 3:30.54 | Q, SB |
| 2    | 2        | 3      | Giamaica      | Janieve Russell, Dominique Blake, Tiffany James, Anastasia Le-Roy                   | 3:32.01 | Q, SB |
| 3    | 2        | 5      | Ucraina       | Tetyana Melnyk, Kateryna Klymiuk, Anna Yaroshchuk-Ryzhykova, Anastasiya Bryzhina    | 3:32.06 | Q, SB |
| 4    | 2        | 4      | Polonia       | Małgorzata Hołub-Kowalik, Joanna Linkiewicz, Natalia Kaczmarek, Aleksandra Gaworska | 3:32.07 | q, SB |
| 5    | 1        | 4      | Gran Bretagna | Amy Allcock, Anyika Onuora, Hannah Williams, Meghan Beesley                         | 3:32.57 | Q, SB |
| 6    | 1        | 6      | Italia        | Raphaela Lukudo, Ayomide Folorunso, Chiara Bazzoni, Maria Enrica Spacca             | 3:32.62 | q, SB |
| 7    | 2        | 2      | Rep. Ceca     | Martina Hofmanová, Marcela Pírková, Tereza Petržilková, Lada Vondrová               | 3:34.90 | SB    |
| 8    | 2        | 6      | Portogallo    | Filipa Martins, Cátia Azevedo, Rivinilda Mentai, Dorothé Évora                      | 3:35.43 | NR    |
| 9    | 1        | 3      | Kazakistan    | Svetlana Golendova, Elina Mikhina, Lyubov Ushakova, Adelina Akhmetova               | 3:40.54 | SB    |
|      | 1        | 2      | Nigeria       |                                                                                     | DNS     |       |

### Finale
La finale si è tenuta il 4 marzo alle 16:30.
| Pos. | Corsia | Nazione       | Atlete                                                                                        | Tempo   | Note    |
| ---- | ------ | ------------- | --------------------------------------------------------------------------------------------- | ------- | ------- |
| 1    | 5      | Stati Uniti   | Quanera Hayes, Georganne Moline, Shakima Wimbley, Courtney Okolo                              | 3:23.85 | CR, AIR |
| 2    | 1      | Polonia       | Justyna Święty-Ersetic, Patrycja Wyciszkiewicz, Aleksandra Gaworska, Małgorzata Hołub-Kowalik | 3:26.09 | NIR     |
| 3    | 3      | Gran Bretagna | Meghan Beesley, Hannah Williams, Amy Allcock, Zoey Clark                                      | 3:29.38 | SB      |
| 4    | 4      | Ucraina       | Tetyana Melnyk, Kateryna Klymiuk, Anna Yaroshchuk-Ryzhykova, Anastasiya Bryzhina              | 3:31.32 | SB      |
| 5    | 2      | Italia        | Raphaela Lukudo, Ayomide Folorunso, Chiara Bazzoni, Maria Enrica Spacca                       | 3:31.55 | NIR     |
|      | 6      | Giamaica      | Tovea Jenkins, Janieve Russell, Anastasia Le-Roy, Stephenie Ann McPherson                     | DQ      | 218.4   |

## Legenda
| Q   | Qualificato per posizione   |
| q   | Qualificato per ripescaggio |
| DQ  | Squalificato                |
| DNF | Ritirato                    |
| DNS | Non partito                 |
| WR  | Record del Mondo            |
| CR  | Record dei Campionati       |
| AIR | Record di Area Indoor       |
| NR  | Record Nazionale            |
| PB  | Record Personale            |
| SB  | Record Stagionale           |